# Madhouse (band)
Madhouse was een instrumentale jazzfunkband uit Minneapolis, gecreëerd door Prince. Naar buiten toe was de band geformeerd rondom saxofonist Eric Leeds, maar in feite bestond de band alleen uit hem op saxofoon en verzorgde Prince voor een groot deel de rest van de instrumentatie. Er zijn officieel twee Madhouse-albums uitgebracht (8 en 16), beide in 1987. Daarnaast hebben ze drie singles uitgebracht.

## Geschiedenis
Prince overwoog al in 1985 om een instrumentaal jazzfunk-album te maken, sinds hij de eerste nummers opnam met Eric Leeds voor een ander zij-project, The Family. Eind 1985, begin 1986 nam hij uren aan instrumentale muziek op met Leeds en andere bandleden, Sheila E. en haar bandleden, en ook familieleden van Wendy & Lisa. Van deze sessies stelde Prince een album samen, getiteld The Flesh, dat door een pseudo-band met dezelfde naam uitgebracht had moeten worden. Het project werd echter geannuleerd en het concept werd lichtelijk veranderd naar dat van Madhouse.
Het eerste Madhouse-album 8 werd uitgebracht op 21 januari 1987. Alle instrumenten op 8 werden bespeeld door Prince, behalve de saxofoon en de fluit, die door Eric Leeds werden gespeeld, en de synthesizersolo in het nummer Two is van Doctor Fink. Alle nummers werden gecomponeerd door Prince en werden opgenomen bij hem thuis tussen 28 september en 1 oktober 1986. Het nummer Six werd als single uitgebracht. Op de B-kant staat het niet-albumnummer Six and ½, gecomponeerd door Leeds met Atlanta Bliss op trompet.
Het tweede album 16, werd uitgebracht op 18 november 1987. Ook op dit album worden bijna alle instrumenten door Prince bespeeld, met uitzondering weer van de saxofoon en fluit die door Eric Leeds worden bespeeld. Daarnaast zijn op de nummers Ten, Eleven en Fifteen Sheila E. op drums en Levi Seacer Jr. op basgitaar te horen. De synthesizersolo op Sixteen is van Doctor Fink. John Lewis (drums) staat ook vermeld in het album boekje, maar zijn deelname aan de opnames is hoogst onwaarschijnlijk. Wel was hij onderdeel van de live-versie van de band. De nummers werden opgenomen in Paisley Park Studios in juli en augustus van dat jaar, behalve het eerder in maart bij Prince thuis opgenomen Nine. Alle nummers werden gecomponeerd door Prince, met uitzondering van Ten, Eleven en Fifteen (Prince, Sheila E., Eric Leeds en Levi Seacer Jr.), en Sixteen (Prince en Eric Leeds). 16 herbergt een wat agressievere en meer minimalistische jazzfunk dan zijn voorganger. Er werden twee singles van het album getrokken; Ten en Thirteen. Op de B-kant van Ten staat het niet-albumnummer Ten and ½ en op de 12-inch van Thirteen staat ook nog het niet-albumnummer Thirteen and ¼. Op de hoes van het album staat de ondertitel "New Directions in Garage Music".
Allebei de albums en de singles zijn uitgebracht op Prince zijn toenmalige label Paisley Park Records. Opmerkelijk aan de albums zijn de titels van de nummers die uit oplopende getallen bestaan. Op het album 8 staan de nummers One t/m Eight en op het album 16 staan de nummers Nine t/m Sixteen. De hoesafbeeldingen van beide albums en de singles hebben ook allemaal hetzelfde thema. Op de hoezen staat een wulpse Maneca Lightner afgebeeld met een klein hondje, die doen denken aan pin-up-foto's uit de jaren veertig. De videoclip van 10 heeft als thema een bankoverval uit de jaren veertig. De enige vocalen op de albums bestaan hoofdzakelijk uit korte samples van de eerste twee Godfather-films en van Vanity die een orgasme simuleert. Die laatste samples komen van het nooit uitgebrachte Vanity 6 nummer Vibrator en zijn later gebruikt in het Prince-nummer Orgasm op het album Come. Tevens is er een korte film gemaakt, Hard Life genaamd, waarin de live-versie van Madhouse te zien en te horen is. Deze film is echter nooit uitgebracht, maar een slechte werkkopie circuleert op het internet. Op het einde van de aftiteling staat "Misdirected by Prince", wat onthult dat de film als een grap gezien moet worden.
In 1987 stond een live-versie van Madhouse in het voorprogramma van Prince zijn Europese Sign “☮” the Times Tour. De muzikanten hadden zich vermomd met behulp van lange, monnik-achtige mantels en zonnebrillen.
Zo ver bekend zijn er twee extra Madhouse-albums opgenomen, die alle twee echter niet zijn uitgebracht en alle twee de titel 24 droegen. De eerste 24 werd in 1988 opgenomen, hoofdzakelijk door Prince en Eric Leeds. Dit album klinkt elektronischer dan de eerste twee albums, met veel drumcomputergeluiden, samples en toetsen. Het ruim achttien minuten durende nummer 21-24 (The Dopamine Rush Suite), waarin kort door Prince wordt gezongen, kwam in 1991, sterk ingekort en aangepast als Dopamine Rush op Eric Leeds zijn soloalbum Times Squared terecht.
De tweede 24 werd in 1993 opgenomen door Prince op toetsen, Eric Leeds op saxofoon, Levi Seacer Jr. op gitaar, Sonny T. op basgitaar en Michael B. op drums. Twee nummers werden hiervan uitgebracht: 17 op het compilatie-album 1-800-NEW-FUNK en als extra nummer op de cd-single Standing At The Altar van Margie Cox. Het andere was Asswoop (of Asswhuppin' In A Trunk), dat in 2001 van de website van Prince kon worden gedownload. Tijdens zijn Gold Experience Tour in 1995 werd de NPG Sampler Experience uitgedeeld. Deze promo-cassette kende korte stukjes van zestien nummers, waaronder de Madhouse-nummers Asswoop , Ethereal Segue en Parlour Games. Het tweede 24 album kent gecompliceerdere arrangementen dan de andere Madhouse-albums. Tevens wordt er op twee nummers gezongen. Beide 24 albums circuleren als bootleg.

## Discografie

### Albums
- 8 (21 januari 1987)
- 16 (18 november 1987)

### Singles
- Six (B-kant: 6 and ½, extra 12"-nummer: Six (End of the World Mix)) (1986)
- Ten (B-kant: Ten and ½, extra 12"-nummer: Ten (The Perfect Mix)) (1987)
- Thirteen (B-kant: Thirteen and ¼, extra 12"-nummer: Thirteen (The Paisley Park Mix)) (1987)